# 下田大作
下田 大作（しもだ だいさく、1977年10月2日 - ）は日本のプロレスラー。
双子の弟はプロレスラーの不動力也。

## 経歴
1998年、DDTプロレスリングに入門して12月16日の駒沢オリンピック公園総合運動場屋内球技場における対西野勇喜&菊澤光信組戦でデビュー（パートナーは勇作）。
2000年、DDTからレッスル夢ファクトリーへ移籍。その後、大日本プロレスに移籍して伊東竜二とのタッグで活躍。数年間在籍した大日本プロレスを退団して冬木軍プロモーション、アパッチプロレス軍を経てリキプロへ移籍。その後、フリーとして活動。
2008年11月16日には初の自主興行であるデビュー10周年記念大会「Turn on the Light」を北沢タウンホールで開催し成功を収めた。
2009年12月31日、ターザン山本プロデュース「夢の架け橋2009〜大晦日プロレス祭〜」大会参戦にてケガして診断は左膝後十字靭帯断裂、前十字靭帯損傷、外側半月板断裂という重傷を負ってしまう。そのため、2010年1月31日に開催予定であった『下田大作自主興行西調布格闘技アリーナ大会は中止となった。
2011年4月28日、アパッチプロレス軍新木場1stRING大会で宮本和志と組んで黒田哲広&円華組と対戦にて復帰を果たしてアパッチプロレス軍に入団。

## 得意技
バックドロップ
ノーザンライトスープレックス
バズソーキック
仰向けになった相手の上半身を起こして相手の左側頭部を振り抜いた右足の甲で蹴り飛ばす。
各種キック

## 入場曲
- Hate Me（Children of Bodom）

## タイトル歴
プロレスリングA-TEAM
- WEWヘビー級王座（第15代）
- WEWタッグ王座（第13代、第17代、第27代）（パートナーは宮本和志→不動力也→ザ・ブルーシャーク）

大日本プロレス
- WEWハードコアタッグ王座（第12代）（パートナーは伊東竜二）

RCW
- RCWインターナショナルヘビー級王座（第3代）